# Eilema pallidicosta
Eilema pallidicosta là một loài bướm đêm thuộc phân họ Arctiinae, họ Erebidae.